# Ensayo filosófico

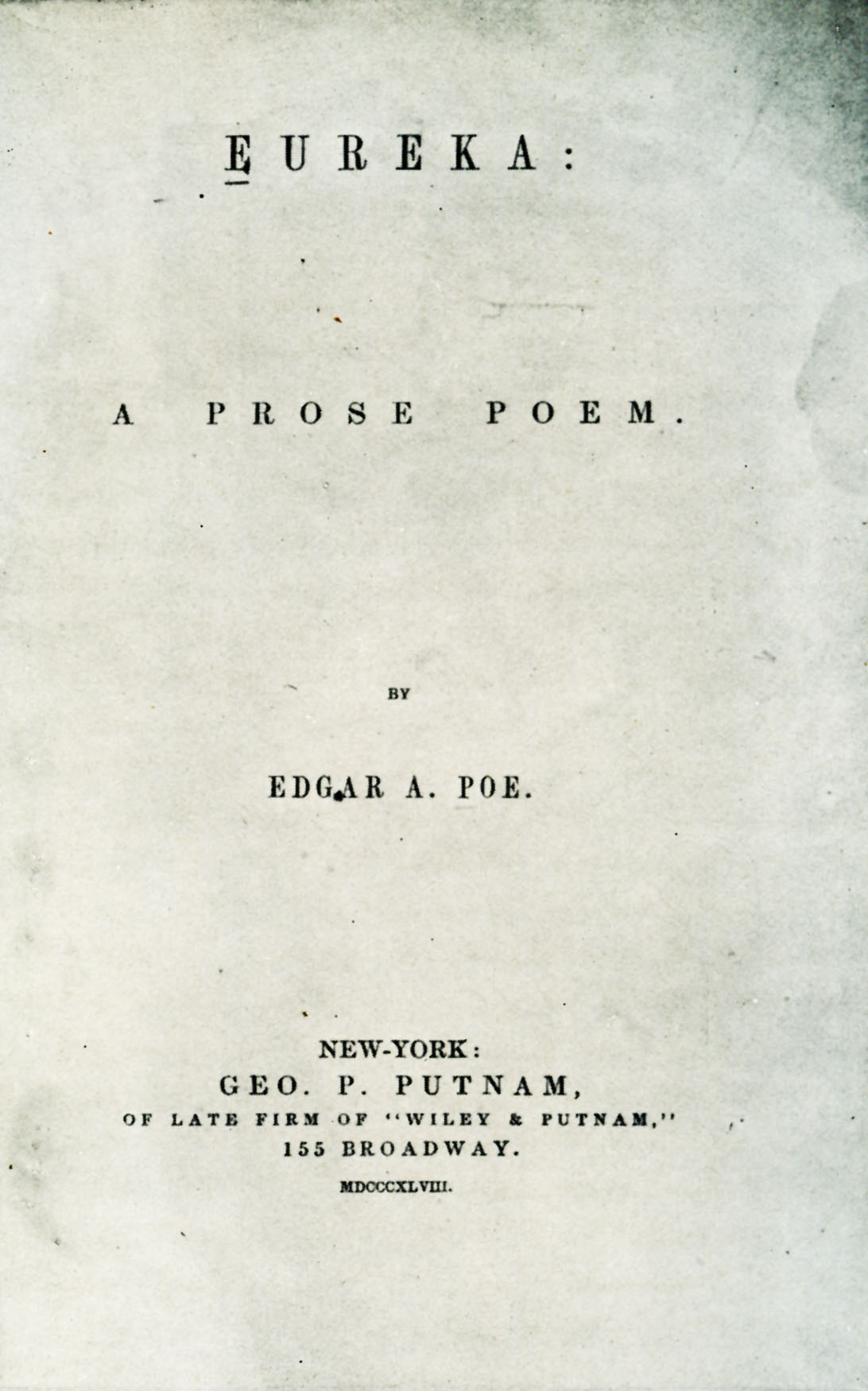
Portada del ensayo filosófico Eureka de Edgar Allan Poe

Se le denomina ensayo filosófico a todo ensayo (texto en prosa que analiza, evalúa o interpreta un tema) que versa sobre un tema propio de la filosofía, como el amor, la vida, la muerte, etc. 
Generalmente, presentan argumentos a favor o en contra de alguna tesis, por ello su objetivo principal no es mostrar hechos, opiniones o creencias, sino que propone argumentos para respaldar la afirmación principal. Un ensayo no puede consistir en una concatenación de datos que puedan 
encontrarse en cualquier enciclopedia.

## Características
Algunas características del ensayo filosófico son:
- Argumentación lógica: El ensayo filosófico fundamenta su discurso en una cuidadosa lógica argumentativa. El orden y la relación entre las ideas han de ser coherentes.[2]
- Expresa los pensamientos del autor: Este tipo de ensayo permite conocer cómo piensa el autor, cómo lo  organiza, en qué cree o de qué está convencido.[3][2]
- Tratamiento trascendente del tema: El asunto de que trate el ensayo filosófico es secundario, es decir, cualquier tema es válido. Lo que da carácter a este tipo de ensayo es la manera como se enfoca o se trata dicho tema.[2]
- La temática va en relación con alguna disciplina propia de la filosofía.[3]